# Campeonato Abierto Europeo de Clases Olímpicas de Vela de 2011
El Campeonato Abierto Europeo de Clases Olímpicas de Vela de 2011 (2011 Open Europeans in Olympic Sailing Classes en idioma inglés y oficialmente) fue una competición de vela que se celebró en Helsinki (Finlandia) entre el 29 de junio y el 15 de julio de 2011 bajo la organización de la Federación Europea de Vela (EUROSAF) y la Federación Finlandesa de Vela. Su formato abierto permitió competir a equipos de países no-europeos.
Se compitió en todas las clases olímpicas que formarían parte de los Juegos Olímpicos de Londres 2012 (5 masculinas y 3 femeninas), a excepción del windsurf (clase RS:X). Se efectuaron 11 regatas en cada clase, a excepción de la clase femenina Elliot 6m's. Para el resultado final se tomaron en cuenta las 10 mejores puntuaciones, eliminando así el peor resultado de cada participante. En la clase Elliot 6m's se desarrolló un torneo denominado match racing, que consistió en una fase previa de clasificación y una fase final de eliminación.
Las regatas se realizaron en las aguas del golfo de Finlandia, con base en el puerto deportivo de Hernesaari, al sur de la capital finlandesa.
En todas las clases menos la Star, la regata constituyó el campeonato de Europa anual de la clase, por lo que para esa clasificación se descartaron los equipos no-europeos. La clase Star celebró su campeonato de Europa de 2011 en Dun Laoghaire.
- 49er: los ganadores del Open, pero ilegibles para el campeonato europeo, fueron los australianos Nathan Outteridge y Iain Jensen.[2]
- 470 masculino: los ganadores del Open, pero ilegibles para el campeonato europeo, fueron los australianos Mathew Belcher y Malcolm Page,[3]
- Laser Radial: la ganadora del Open, pero ilegible para el campeonato europeo, fue la china Xu Lijia.[3]
- 470f: la tercera clasificada del Open, pero ilegible para el campeonato europeo, fue la brasileña Fernanda Oliveira.[4]
- Star: El tercer clasificado del Open fue el barco japonés de Kunio Suzuki y Daichi Wada.[5]

## Resultados (sin equipos no-europeos)

### Masculino
| Evento                 | Oro                                                          | Plata                                                      | Bronce                                             |
| ---------------------- | ------------------------------------------------------------ | ---------------------------------------------------------- | -------------------------------------------------- |
| Laser Standard (08.07) | Tonči Stipanović · Croacia · 21,4 pts.                       | Jonasz Stelmaszyk · Polonia · 28 pts.                      | Andreas Geritzer · Austria · 33 pts.               |
| Finn (14.07)           | Giles Scott Reino Unido 34                                   | Ivan Kljaković Gašpić · Croacia · 34                       | Andrew Mills Reino Unido 67                        |
| 470 (15.07)            | Šime Fantela · Igor Marenić · Croacia · 78                   | Luke Patience Stuart Bithell Reino Unido 79                | Gideon Kliger Eran Sela Israel 86                  |
| Star (07.07)           | Fernando Echávarri · Fernando Rodríguez Rivero · España · 19 | Emilios Papathanasiu · Alexandros Dragautsis · Grecia · 28 | Denis Jashina · Dmitri Mechetin · Ucrania · 48     |
| 49er (13.07)           | Dylan Fletcher-Scott Alain Sign Reino Unido 85               | Emil Toft Nielsen Simon Toft Nielsen Dinamarca 88          | Nico Delle Karth · Nikolaus Resch · Austria · 92,9 |

### Femenino
| Evento               | Oro                                                         | Plata                                                         | Bronce                                                          |
| -------------------- | ----------------------------------------------------------- | ------------------------------------------------------------- | --------------------------------------------------------------- |
| Laser radial (08.07) | Evi Van Acker · Bélgica · 38 pts.                           | Tina Mihelić · Croacia · 50 pts.                              | Alicia Cebrián · España · 57 pts.                               |
| 470 (15.07)          | Tara Pacheco · Berta Betanzos · España · 70                 | Henriette Koch Lene Sommer Dinamarca 83                       | Hannah Mills Saskia Clark Reino Unido 93                        |
| Elliott 6m (03.07)   | Tamara Echegoyen · Sofía Toro · Ángela Pumariega · España · | Yekaterina Skudina · Yelena Oblova · Yelena Siuzeva · Rusia · | Mandy Mulder · Annemieke Bes · Merel Witteveen · Países Bajos · |

## Medallero histórico
- Hasta Helsinki 2011

| Núm. | País         | Oro | Plata | Bronce | Total |
| ---- | ------------ | --- | ----- | ------ | ----- |
| 1    | España       | 3   | 0     | 1      | 4     |
| 2    | Croacia      | 2   | 2     | 0      | 4     |
| 3    | Reino Unido  | 2   | 1     | 2      | 5     |
| 4    | Bélgica      | 1   | 0     | 0      | 1     |
| 5    | Dinamarca    | 0   | 2     | 0      | 2     |
| 6    | Grecia       | 0   | 1     | 0      | 1     |
| 6    | Polonia      | 0   | 1     | 0      | 1     |
| 6    | Rusia        | 0   | 1     | 0      | 1     |
| 9    | Austria      | 0   | 0     | 2      | 2     |
| 10   | Israel       | 0   | 0     | 1      | 1     |
| 10   | Países Bajos | 0   | 0     | 1      | 1     |
| 10   | Ucrania      | 0   | 0     | 1      | 1     |
|      | TOTAL        | 8   | 8     | 8      | 24    |